# Le Voyage aux Pays-Bas
 (janvier 2013).

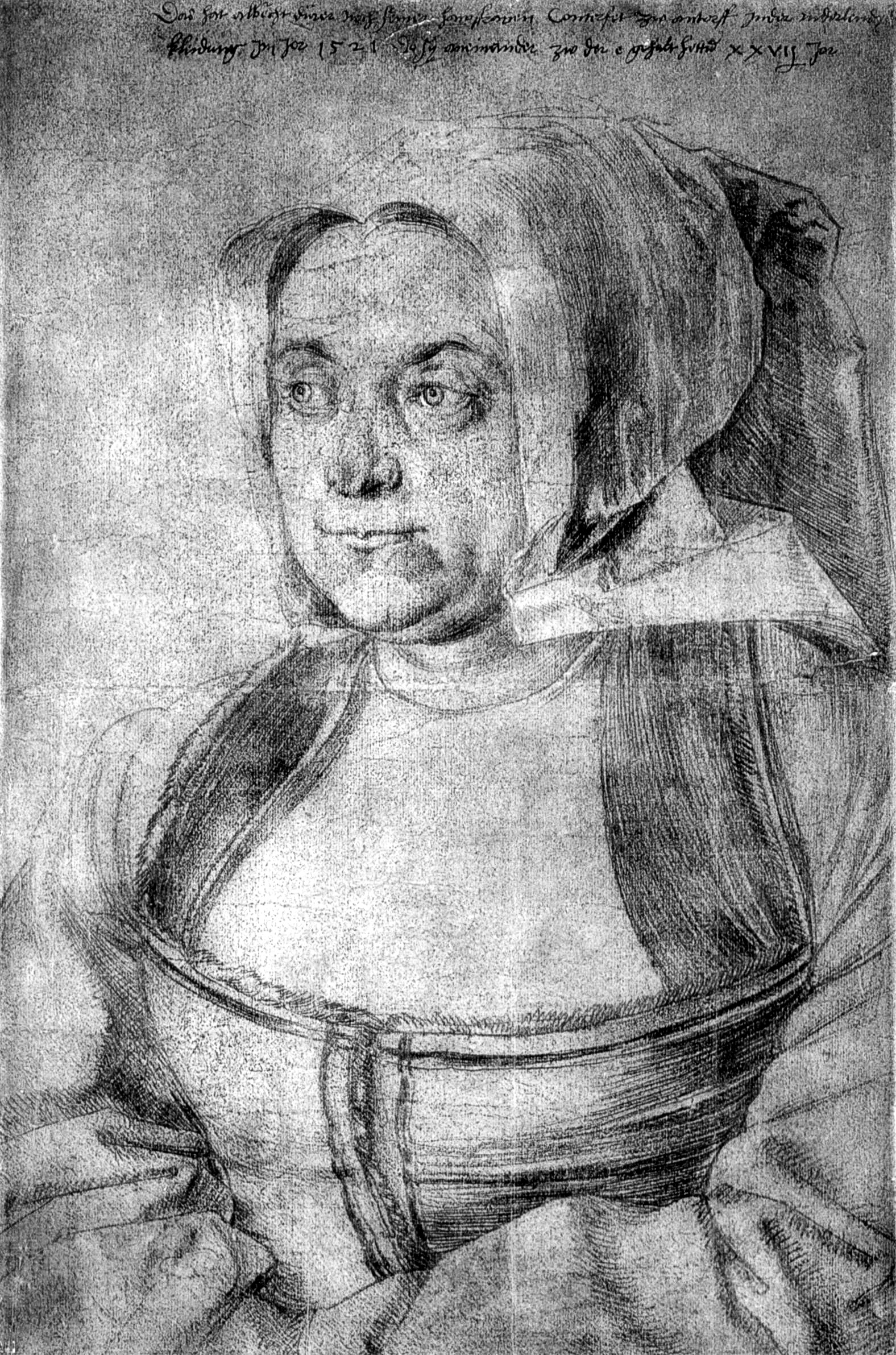
Agnes Dürer en costume hollandais, en 1521.

Le Voyage aux Pays-Bas est un carnet de voyage d'Albrecht Dürer rédigé en 1520 et 1521.
Albrecht Dürer (1471-1528) est déjà allé plusieurs fois en Italie et s'est déjà rendu une fois en Hollande. Ce récit de voyage peut paraître assez difficile à lire car en l'écrivant, Dürer n'a pas le souci d'être lu : le carnet formé est un mélange de comptes, de dessins, d'aventures. 
Il entreprend son voyage le 15 juillet 1520, accompagné de sa femme et de sa servante, pour une affaire financière. Elle remonte à 1512, lorsque Maximilien Ier s'entoure de différents artistes dont Dürer, qui a alors une rente d'artiste. Mais l'empereur meurt, et Charles Quint lui succède ; son élection annule la bourse de Dürer. Ce dernier décide donc, pour faire valoir ses droits, d'aller directement à la rencontre de Charles Quint, qui doit se faire couronner à Aix-la-Chapelle. 
Derrière ce but purement financier se trouve un deuxième attrait à ce voyage. En effet, Dürer est un peintre allemand reconnu, il ne cache pas son admiration pour Martin Luther et souhaite en partant en Hollande enrichir son patrimoine intellectuel, rencontrer des gens importants et aussi rassasier sa soif de découverte. Son voyage se transforme au fil des mois. Après avoir obtenu l'accord de Charles Quint, Dürer devient en quelque sorte un « touriste », attiré par toutes les curiosités qu'offrent les diverses régions hollandaises, et retranscrit ses excursions.

## La préparation du voyage
L'attrait croissant pour la découverte du monde et parallèlement la diffusion de l'imprimerie font naître une nouvelle forme d'écrits qui sont les guides de voyage ; ceux-ci expliquent les manières de voyager, indiquent les objets dont doit se munir un voyageur, retracent des parcours précis… Les guides concernant la destination de Dürer à la date de 1520 sont inexistants : pour les Pays-Bas, il faut attendre 1570 pour voir naître les premières cartes de cette destination. Dürer se retrouve donc seul pour préparer son voyage.
Les informations quant à la préparation du voyage de Dürer sont quasi inexistantes, ce qui laisse penser que celle-ci n'a pas dû être trop difficile. Les chemins qu'il emprunte avec sa femme et sa servante sont pour la plupart des voies fluviales, qui sont à l'époque très fréquentées du fait du transport de marchandises. Ce voyage, par sa durée (un an), a cependant nécessairement été préparé.

## Le déroulement du voyage

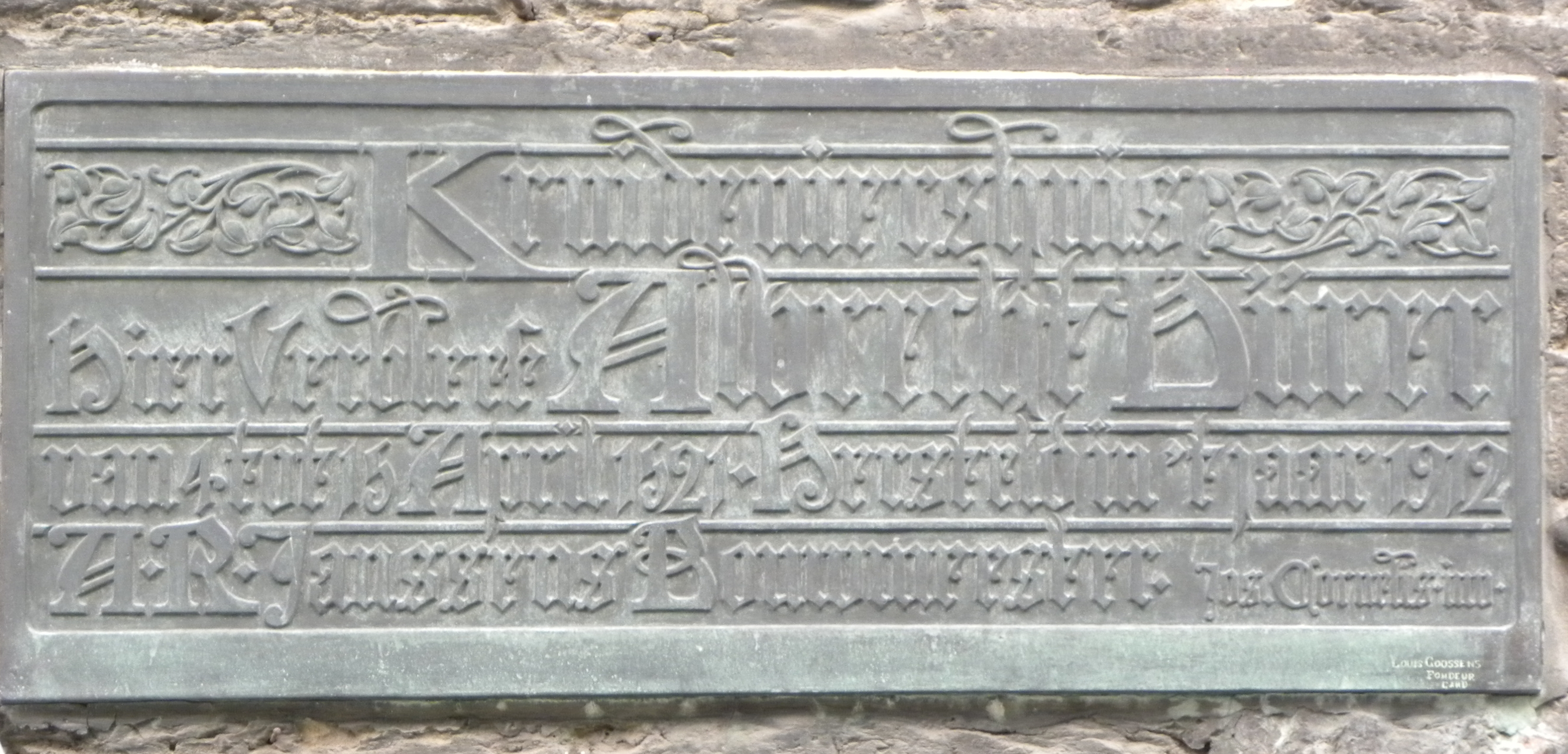
Plaque commémorative du séjour d'Albrecht Dürer à la Maison des épiciers de Gand du 4 au 15 avril 1521 — rue Klein Turkije, no 4.

### Les voies fluviales
Pour rejoindre les Pays-Bas, Albrecht Dürer a eu recours aux voies fluviales. Cette région d'Europe est une destination idéale pour les voyageurs car elle présente une perméabilité maximale. De Nuremberg, son lieu de départ à Cologne, il emprunte la Pegnitz puis le Main. Puis il descend le Rhin de Cologne à Heerewaarden et enfin la Meuse. Ce choix s'explique par leur fréquentation au début du XVIe siècle, ce qui en fait des moyens de transports sûrs, rapides, et beaucoup moins coûteux que les routes. De plus, les voies fluviales connaissent des améliorations beaucoup plus significatives que les routes : on assiste au développement des ports, du cabotage mais aussi à la construction de canaux et d'écluses, notamment en Allemagne et en Hollande.

### Les voies terrestres
Albrecht Dürer a aussi emprunté les voies terrestres. Il les prend par défaut lorsque les voies maritimes sont impraticables ; il s'y déplace alors à cheval. Il souligne l'inconfort de ce type de moyens de transports, dû à la lenteur et surtout à la mauvaise qualité des chevaux, de leur selle notamment. De plus, les routes sont encore de très mauvaise qualité ; les voies de transports ont très peu changé depuis l'époque romaine.

## Les attraits du voyage

### Les personnes rencontrées

#### Les Hôtes
Une liste des différents hôtes de Dürer serait impossible et inutile à dresser. En effet, l'auteur a séjourné chez beaucoup de personnes, qu'elles soient aubergistes, amies ou personnes du clergé. À travers ces différents personnages, on se rend compte que Dürer n'a rencontré quasiment aucun problème pour se loger et se nourrir. On peut aussi souligner que sa façon de se comporter avec ses hôtes fait de lui quelqu'un qu'on accueille volontiers : à travers son journal, on apprend qu'il donne beaucoup de pourboires ; il les retranscrit tous centimes par centimes.

#### Les personnes «célèbres»

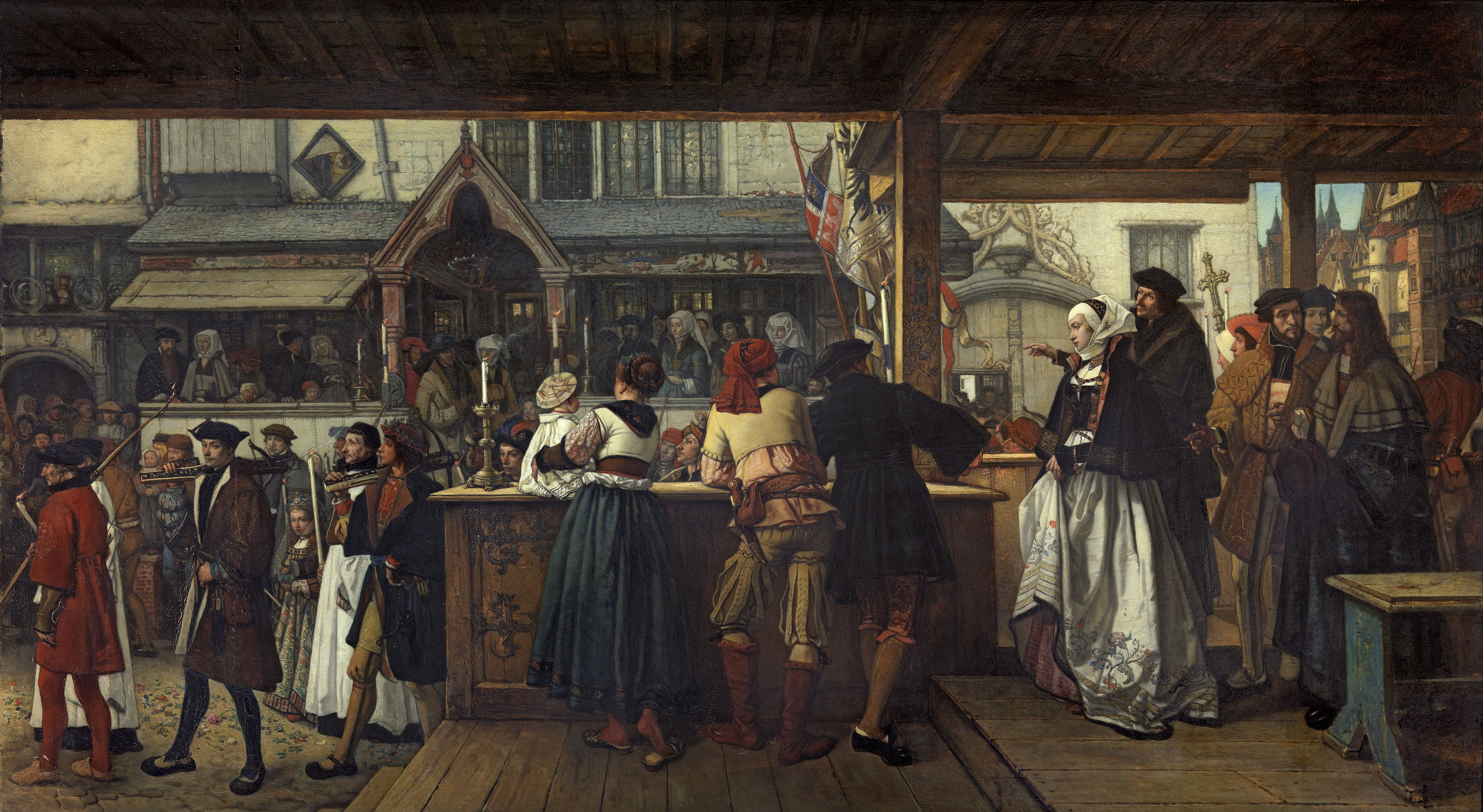
Visite d'Albrecht Dürer à Anvers en 1520, tableau d'Henri Leys (1855)

La joie de l'auteur reste très modérée devant ces personnes ; il les mentionne dans son journal mais sans un enthousiasme particulier ; les objets qu'il voit ont plus d'importance, par exemple. Pourtant, il y rencontre nombre d'artistes et de savants, notamment Érasme, Nicolas Kratzer, chimiste et astronome d'Henri VIII d'Angleterre et Lucas de Leyde, peintre et graveur dont il fera le portrait.
Il côtoya aussi la société princière avec Marguerite d'Autriche (fille de l'ancien empereur Maximilien Ier), le roi du Danemark et Charles Quint, mais son enthousiasme se porte plutôt sur les hommes d'affaires qu'il rencontre. Ceux-ci sont d'ailleurs nombreux, vu la place qu'occupe Anvers, où il va séjourner, au niveau de l'économie mondiale, avec sa bourse et son port.

### L'aspect merveilleux du périple

#### La notoriété de Dürer
Dans ce journal de voyage, de nombreuses notes font référence au respect ou à l'admiration qu'on porte à Dürer. Il est vrai qu'il jouit d'une importante notoriété, et ce à travers toute l'Europe. Ses contemporains le voient comme l'incarnation de l'esprit germanique et gothique. En répertoriant chaque témoignage de respect et de gratitude, on voit que Dürer a une haute estime de lui et qu'il aime qu'on reconnaisse sa valeur. Ce voyage lui permet de faire admettre son talent, même si celui-ci est remis en cause par Marguerite d'Autriche qui refuse ses œuvres.

#### Les curiosités
Après avoir réglé ses affaires financières, Dürer se lance dans un voyage d'agrément, et devient un enthousiaste visiteur. Il oublie ses comptes et n'hésite pas à acheter n'importe quel souvenir. Les récentes découvertes des explorateurs ne laissent pas Dürer insensible. Il visite par exemple le jardin zoologique du Prinsenhof (Cour des Princes) à Gand, et reproduit deux lions à plusieurs reprises dans son journal. Il n'hésite pas à faire un détour de plusieurs kilomètres pour voir une baleine échouée sur une plage en Zélande. Il admire aussi des trésors mexicains, se montre un visiteur assidu de l'hôtel de Nassau à Bruxelles…

### Le commerce

#### Les monnaies
Durant tout le récit de voyage, Dürer note scrupuleusement ses dépenses ; il mentionne en tout onze noms différents de monnaies. À travers le journal, le lecteur rencontre des monnaies anglaises (l'Angelot, le Noble à la Rose), italiennes, hollandaises, allemandes, portugaises (le Florin Rhénan, de Philippe, de Horn…), mais aussi des monnaies propres aux villes comme le Pfennig Francfortois. Chaque monnaie peut être convertie à une autre ; Dürer fait usage de cette conversion assez souvent.

#### Les achats, cadeaux et ventes
Il serait difficile de répertorier tous les cadeaux, achats et ventes de Dürer tant ils sont nombreux. Dürer a quitté Nuremberg avec un grand nombre de dessins et gravures qu'il a effectués. Il s'en sert tantôt comme monnaie d'échange, tantôt comme simple présent. Les ventes concernent également ses œuvres ; la plupart du temps, elles sont achetées à des prix en dessous de leur valeur, d'après Dürer. Parmi les achats que fait Dürer, certains sont fort banals, comme de la nourriture, des bains, des vêtements, mais d'autres sortent de l'ordinaire, différents objets en provenance du Nouveau Monde : un crâne de singe en ivoire, des cornes de buffle, des écailles de moule, une patte d'élan…

## Les difficultés rencontrées

### Les frontières
On peut noter l'exactitude des points de passage et la multitude de ceux-ci, ils semblent revêtir une importance particulière pour le voyageur. Dürer liste très méticuleusement ces différents lieux de passage, notant précisément combien il a payé à chacun d'entre eux. Il ne rencontre pas trop de difficultés car au départ il a reçu d'un homme d'église un laissez-passer et trois lettres de recommandations. Celles-ci perdent de leur effet au fil du trajet.

### Désagréments
La femme de Dürer se fait voler sa bourse ; l'auteur en fait état mais ne semble pas être trop affecté de la nouvelle. Heureusement, il emprunte en grande majorité les fleuves, et les navires sont beaucoup moins propices au brigandage. Par ailleurs, un bateau dans lequel se trouvait Dürer a failli chavirer.
À différentes reprises dans son récit de voyage, Dürer parle de l'inconfort des moyens de transports, notamment à cheval où sa selle lui est très difficile à supporter. À d'autres moments, il parle du froid et du manque de nourriture ; cette situation lui a été d'autant plus pénible qu'il n'y est pas habitué, étant donné ses moyens financiers.
Dürer a attrapé une maladie dans les marécages paludéens de Zélande lors de son excursion de décembre 1520. Pris de fièvres violentes et de nausées, il est mis au repos quelques jours pendant son voyage, mais cette maladie ne le quittera plus, et c'est à cause d'elle qu'il décède en 1528.

### Source
Journal de voyage aux Pays-Bas pendant les années 1520 et 1521. Introduction par Muriel Hewak, trad. et notes par Stan Hughes. Paris, Maisonneuve et Larose, coll. « Dédale », 1993. (Version en anglais en ligne sur Project Gutenberg) (Traduction en anglais par Rudolf Tombo, Ph.D., éditée par The Merrymount Press, Boston, 1913, volume VI, The Humanist's Library, edited by Lewis Einstein. Réédition, par Dover Publications, Inc., 1995.)